# 사무라이 디퍼 쿄우의 등장인물 목록
아래는 사무라이 디퍼 쿄우의 등장인물 목록이다.

## 등장인물
귀안의 쿄우
1. 기술

- 무명신풍류 이무기
- 무명신풍류 신
- 무명신풍류 오의 주작
- 무명신풍류 오의 백호
- 무명신풍류 오의 현무
- 무명신풍류 오의 청룡
- 무명신풍류 최종오의 황룡 - 4대 오의를 동시에 시전하면 발동되는 최종오의. 황금 빛이 동반된 황룡이 나타난다.

적호
1. 본명 : 도쿠가와 히데타다
2. 기술

- 신영류 오의 팔촌
- 신영류 비오의 리.팔촌

시이나 유야
사쿠야
마히로

#### 사성천
아키라
1. 기술

- 몽빙월천
- 심안
- 빙이성상
- 빙마십자상무
- 헬 고스트
- 빙영성모
- 헤븐스 고스트

아카리
1. 본명 : 미타라이 도키치로
2. 기술

- 흡기공
- 배기광
- 기암망박
- 비석폭소파

본텐마루
1. 본명 : 다테 마사무네
2. 기술

- 비취승각
- 광조아
- 개성권

호타루
1. 본명 : 케이코쿠
2. 기술

- 피의 화장
- 화포염무
- 작란염제
- 마황염
- 타락천사 강림
- 악마의 턱
- 헬 크래시
- 염혈의 화장
- 형혹휘염
- 검은 불길

### 제6천마왕 및 12신장
오다 카즈노스케 노부나가
1. 기술

- 천마.해골수
- 천마.영해효란
- 천마.사렵강마
- 천마.사령란마
- 천마.각화장

인다라
1. 본명 : 이즈모노 오쿠니

신다라
1. 본명 : 사루토비 사스케
2. 기술

- 사해원주
- 시공변위상
- 호마사면당

안테라
1. 본명 : 안쥬

비카라
1. 기술

- 미려 비카라 펀치
- 초미려 비카라 빅토리 바스터

바사라
1. 기술

- 파마결계

메키라
1. 기술

- 신영류 환시술

쿠비라
1. 기술

- 쿠비라의 왕국

마코라
1. 본명 : 후우마 고타로
2. 기술

- 그림자 꿰기
- 그림자 빠뜨리기
- 그림자 두르기 흑영기
- 그림자 베기
- 흑영속

하이라
산테라
샤토라
1. 본명 : 시이나 노조무

광전사 메키라
1. 기술

- 석랍구안

광전사 인다라
1. 기술

- 무녀의 숨결

광전사 쿠비라
1. 기술

- 페노맨 페이스

광전사 하이라
1. 기술

- 변태식욕
- 광무비장제

### 사나다 가문 및 10용사
사나다 사에몬노스케 유키무라
1. 기술

- 척령안
- 비오의 백로의 꽃

사루토비 사스케
1. 기술

- 뇌후검
- 뇌린 망뢰원
- 뇌린 화뢰
- 뇌린 뇌화감
- 뇌린 광망뢰
- 비뇌린 기린

키리가쿠레 사이조
아냐아마 코스케
네즈 진파치
유리 카마노스케
모치즈키 로쿠로
미요시 이사 뉴도 & 미요시 세이카이 뉴도

### 미부 일족
선대 홍왕
1. 본명 : 미부 쿄이치로
2. 기술

- 무명신풍류 오의 주작
- 척령안
- 무명신풍류 오의 백호
- 무명신풍류 오의 청룡
- 무명신풍류 오의 현무
- 무명신풍류 최종오의 황룡 - 4대 오의를 동시에 시전하면 발동되는 최종오의. 황금 빛이 동반된 황룡이 나타난다.

미부 쿄시로
1. 기술

- 무명신풍류 이무기
- 무명신풍류 오의 백호
- 무명신풍류 오의 청룡
- 무명신풍류 오의 현무

##### 오요성
미부 신레이
1. 기술

- 무곡의 태도
- 무명세형류 오의 수파칠봉룡
- 무명세형류 오의 수파봉룡진
- 무명세형류 오의 수마폭룡선
- 용의 붉은 눈물
- 무명세형류 오의 사룡열파상
- 무명세형류 오의 수룡만장벽
- 염혈의 화장

사이시
1. 기술

- 사자소생
- 리틀 바니 탱탱 펀치

세이세이
1. 본명 : 토모에 고젠
2. 기술

- 심령수술
- 절.백화앵란

타이하쿠
1. 기술

- 참.아수라장

미부 친메이
1. 기술

- 무명대음류 지우기
- 해피 컴컴탄
- 진성륜
- 진성열화 혜성장
- 진성 흑천구
- 중력구
- 중력붕괴상

#### 태사로
무라마사
1. 기술

- 무명신풍류 이무기
- 무명신풍류 오의 주작
- 득오

후부키
1. 기술

- 수파칠봉룡 분쇄의 춤
- 비룡박
- 수마비룡격
- 극광비룡상

히시기
1. 기술

- 석화
- 백야조
- 도질광

도키토
1. 기술

- 북두칠연숙
- 창천은성운

유안
1. 기술

- 심안
- 환시창
- 색공법연화
- 검은 불길

#### 그 외
시호도
1. 기술

- 아메노무라쿠모
- 아메노마키구모

쥬리안
이안
가부키 안리
1. 기술

- 척령안

안나
안제리카
키리안
에리안
유리안
마리안
리리안
안소니
1. 기술

- 광류패